# Almedinilla
Almedinilla é um município da Espanha na província de Córdova, comunidade autónoma da Andaluzia. Tem 55,52 km² de área e em 2021 tinha 2 352 habitantes (densidade: 42,4 hab./km²).

## Demografia
| Variação demográfica do município entre 1991 e 2004 | Variação demográfica do município entre 1991 e 2004 | Variação demográfica do município entre 1991 e 2004 | Variação demográfica do município entre 1991 e 2004 |
| --------------------------------------------------- | --------------------------------------------------- | --------------------------------------------------- | --------------------------------------------------- |
| 1991                                                | 1996                                                | 2001                                                | 2004                                                |
| 2591                                                | 2572                                                | 2549                                                | 2563                                                |